# Schefflera sodiroi
Schefflera sodiroi är en araliaväxtart som beskrevs av Hermann August Theodor Harms. Schefflera sodiroi ingår i släktet Schefflera och familjen araliaväxter.
Artens utbredningsområde är Ecuador. Inga underarter finns listade.